# Шах-Армениды
Ахлатшахи, Сукманиды, а позднее Шахармены, Шахармениды или Армянские шахи  (тур. Ahlatşahlar; арм. Շահ-ի Արմեններ; перс. ارمن‌شاهان‎) — правители эмирата с центром в городе Хлат на берегу озера Ван в юго-западе Армении в 1100—1207 годах. Эмират был образован Сукманом аль-Кутби в 1100 году и его потомки правили в Хлате до 1185 года. Последним из них был его внук Сукман II, при котором эмират достиг своего расцвета. После бездетного Сукмана II  эмиратом 22 года управляли его бывшие гулямы. В 1207 году после убийства последнего эмира, Балабана, Тугрул-шахом, правителем Эрзурума и сыном Кылыч-Арслана II, жители призвали править городом Айюбида Аль-Аухада, сына Аль-Адиля. На этом эмират Ахлатшахов прекратил существование, став частью султаната Айюбидов.

## Название
Возможно, название династии Шах-Армен происходит от «преимущественно армянского этнического состава и политической истории региона, которым правила эта туркменская семья». Через полторы сотни лет после того, как бейлик перестал существовать, Бадр ад-Дин аль-Айни писал: «Округ Хелат, с его землями; он называется Великой Арменией и всякий, кто владеет ею, называется Шахарменом». Но современники не называли первых правителей эмирата Шах-Арменами. Согласно Э. Дюлорье, «прозвище Шах-Армен или царь Армении» получил внук основателя династии, «потому что его победы обеспечили ему звание выше, чем у других эмиров». С. Хамфристак же называл Сукмана II «шахом Армении». Такой точки зрения придерживались и средневековые историки и хронисты. Согласно Вардану Аревелци, называться Шах-Арменом стал внук основателя династии Сукман II: «завладев двенадцатью городами, провозгласил себя Шахи-Арменом, что означает на их языке: Царь армянский», Абу-ль-Фида также называл Шах-Арменом Сукмана II. Михаил Сириец, современник Сукмана II, писал о нём: «в Большой Армении появился эмир из рода Сёкмена, именуемый по-персидски „шахармен“». В  анонимной грузинской хронике рубежа рубежа XII—XIII веков «История и восхваление венценосцев» «Шах-Арменом, прозванным царем армян», назван правитель эмирата в период правления Георгия III , годы правления которого (1156—1184) попадают на годы правления Сукмана II (1128—1185).

## История
После поражения византийцев в битве при Манцикерте в 1071 году, сельджуки (ветвь огузов) захватили практически  всю Армению и большую часть Анатолии,  вынуждая тысячи армян мигрировать. Был основан султанат с центром в Конье. Сельджукские племена под управлением беев начали заселять территорию Малой Азии. 

### Основание эмирата

Эмират к 1111 году

Основателем династии и государства был Сукман аль-Кутби, сельджукский (тюркский) эмир (военачальник). Он получил прозвище аль-Кутби, поскольку когда-то был гулямом сельджукского наместника города Маранд Кутбэддина Исмаила, двоюродного брата сельджукского султана Мелик-шаха .  В  1100 году Сукман захватил Хлат, находившийся под управлением Мерванидов, и основал вассальный сельджукидам эмират. В 1108/09 году после шести месяцев осады Сукман захватил Майяфарикин.  В 1111 году султан Мухаммед Тапар организовал поход на Эдессу, в котором принимал участие и Сукман аль-Кутби. В этой кампании Сукман заболел и решил отступить. Он скончался по пути домой в Хлат в сентябре-октябре 1111 года (1112/13). Его тело было доставлено в Хлат и похоронено там. В дороге сопровождавшие гроб Сукмана солдаты подверглись нападению Артукида Иль-Гази, но эта атака была отражена. К моменту смерти Сукмана, созданное им государство Ахлатшахов включало в себя следующие города: Хлат, Тебриз, Эрджиш, Адильджеваз , Майяафарикин, Манцикерт, Муш, Ван, Беркри, Битлис и Вастан. Женой Сукмана была Инанч-хатун, она сыграла важную роль в истории Хлата.

### Сыновья Сукмана: Ибрагим, Ахмед (1127)
Сукману наследовал его сын, Захиреддин Ибрагим, который оставался эмиром Хлата до своей смерти. Правление Ибрагима было неуспешным, поскольку в этот период эмират понёс территориальные потери, среди которых  основными были Майяфарикин и Битлис. Историки Смбат Спарапет и Матфей Эдесский утверждали, что в 1125 году сын Сукмана Ибрагим начал кампанию против грузин с армией в 80 тысяч человек, но грузинский царь Давид Строитель победил его. Эта экспедиция была первым военным контактом государства Ахлатшахов и Грузинского царства. Ибрагим умер в 1126 или 1127 году, его преемником стал его брат Ахмед, который правил Хлатом всего десять месяцев. Про Ахмеда известно, что он женился на вдове Ибрагима, и у него в этом браке была дочь, ставшая женой Артукида Неджмеддина Альпы.

### Расцвет эмирата
Новым Ахлатшахом стал сын Ибрагима Насиреддин Сукман (1128—1185), которому было всего 6 лет, поэтому власть вскоре была захвачена Инанч-хатун, вдовой Сукмана, правившей от имени внука. Согласно Абу-ль-Фиде, Инанч-хатун решила избавиться от своего внука, её планы были обнаружены, и она была задушена в 1133/34 году. Примерно в это же время, по словам Имадеддина аль-Исфахани, брат султана Масуда Сельчук отправился в Восточную Анатолию и захватил все эмираты в регионе, отданные ему Масудом в икта. После смерти в 1146 году атабека Мосула, Имадеддина Занги, Сукман распространил своё влияние на Хизан, Маден и некоторые другие регионы. Этим Сукман показал, что с ним теперь нужно считаться.

Хлат к 1190 году

В 1154 году Артукид Кара-Арслан вторгся в Манцикерт, принадлежавший Сукману, и разграбил его. Возникший конфликт между эмирами сгладил троюродный брат Кара-Арслана Артукид Неджмеддин Альп, женатый на сестре Сукмана. Он вмешался и сумел помирить эмиров.  
Важнейшими событиями эпохи Сукмана являются войны с грузинами. В 1154 году грузины при царе Деметре I (1125—1155) победили у Ани и захватили в плен Иззеддина Салтука. Жена Сукмана Шах-Бану, которая была то ли дочерью, то ли сестрой Иззеддина, выкупила его. В 1161 году Сукман выступил против грузин и потерпел тяжёлое поражение, большая часть его солдат была убита. Георгий III завоевал город Ани. Вдохновлённые победой, грузины в 1162 году вторглись в Двин, сожгли мечети и устроили резню (количество убитых оценивалось в 10 000 человек). В ответ, в 1163 году Сукман II, Девлетшах, и иракский сельджукский султан Арслан-шах, вторглись в Грузию. Войска союзников одержали победу и вернулись с богатой добычей. В следующем году грузины снова напали на Ани (1164), но атабек Ильдениз спас город. Войны между тюрками и грузинами продолжались с перерывами. 
Айюбид Салах ад-Дин хотел расширить своё государство за счёт долины Евфрата и Тигра, что представляло серьёзную опасность эмирату. Сукман, Кудбеддин Иль-Гази и атабек Иззеддин Масуд, которые увидели, что их усилия поодиночке безрезультатны, собрались у деревни Харзем между Мардином и Кошисаром. Салах ад-Дин, услышав что эмиры собирают союзную армию, послал сообщение в Сирию своему племяннику Такиюддину и позвал его на помощь. Такиюддин прибыл и порекомендовал Салах ад-Дину немедленно уйти. Узнав что Айюбиды отступают, эмиры разъехались. Сукман вернулся в Хлат, Иззеддин и Кудбеддин отправились в Мосул. Сукман умер в шестьдесят четыре года, его смерть датируют 10 июля 1185 года. Поскольку у Сукмана не было сына, династия прекратила существование. 
Согласно Абу-ль-Фиде, период правления Сукмана II представляет высшую точку могущества династии и является самым ярким периодом существования эмирата Ахлатшахов.

### Сейфеддин Бектемир
Сукман II выбрал одного из своих военачальников, Бектемира, и по желанию народа завещал своё государство ему. Богатства Хлата привлекали к городу внимание соседних правителей. Среди них были Джихан Пехливан, сын Ильдегиза, Салах-ад-Дин, его племянник Такийюддин Омер, Мелик Мевдуд б. Адиль и Сельджукид Тугрул-шах. Смерть Сукмана подтолкнула их к попыткам завладеть Хлатом. Салах ад-Дин и Шемседдин Пехливан, хаким Азербайджана и Хамедана, вместе начали кампанию, намереваясь захватить Хлат, но жители города смогли дать им отпор.  29 августа 1185 года Салах ад-Дин захватил Майяфарикин, но он не смог захватить Хлат, поскольку Бектемир вступил в союз с Пехливаном против Айюбидов. Затем на Хлат напал Такийюддин Омер, племянник Салах ад-Дина. Не сумев захватить Хлат, Омер напал на Манцикерт. Осада заняла много времени, в октябре 1191 года Омер умер. Нападения Айюбидов на Хлат продолжались до смерти Салах ад-Дина в 1193 году. Сейфеддин Бектемир в союзе с Артукидом Явлаком Арсланом и атабеком Мосула Иззеддином Месудом попытался вернуть Майяфарикин, но был убит 5 мая 1193 года. Согласно Ибн аль-Асиру, он был убит своим зятем Хезаром Денари, хотя были слухи, что Бектемир был убит ассасинами (батинитами).

### Бедреддин Ак-Сонкур Хезар Динари
После убийства Сейфеддина Бектемира Хлатом стал править Ак-Сонкур Хезар Динари. Он тоже был также одним из гулямов Сукмана II. По одной из версий, он убил Бектемира и заключил в тюрьму его жену и семилетнего сына. В союзе с меликом Эрзурума, Тугрул-шахом, Ак-Сонкур разгромил грузинские войска и захватил много добычи. Ак-Сонкур умер в 1197/98 году  после пяти лет правления.

### Мухаммед, сын Бектемира и Шуджаэддин Кутлуг

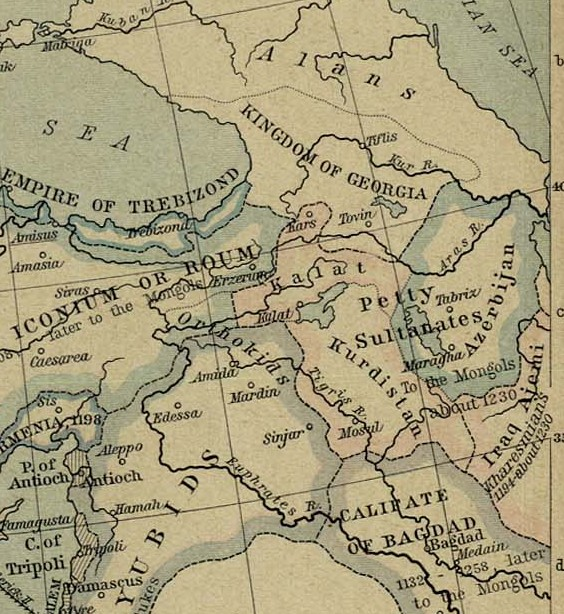
Территория эмирата (Kalat) в 1204 году на карте Средиземноморья.

Ак-Сонкура сменил Мухаммед (1198—1207), сын Бектемира, который был освобожден из тюрьмы. Поскольку Мухаммеду было всего двенадцать лет, править в Хлате стал ещё один бывший гулям — Шуджаэддин Кутлуг. Через некоторое время Кутлуг попытался отстранить Мухаммеда от власти из-за разногласий между ними, но через семь дней его захватили сторонники Мухаммеда и убили. Ибн аль-Асир и Мюнеджимбаши Ахмеда Деде, писали, что Кутлуг был дальновидным и справедливым правителем, хорошо относился к людям, тогда как сын Бектемира был испорченным человеком. После убийства Кутлуга сын Бектемира Мухаммед вступил на престол Во время его правления войны с грузинами продолжались. В 1204 году грузины разграбили Эрзинджан, в ответ Мухаммед и правитель Эрзурума, Тугрул-шах, в набеге захватили много пленных. В 1205 году грузины снова напали на Хлат. Через год в их руки перешла крепость Карс. Мухаммед не занимался делами страны, лишь весело проводил время. Группа жителей Хлата отправили письмо племяннику Сукмана II Насиреддину Артуку Арслану и пригласили его прибыть.

### Мухаммед и Балабан, последний Ахлатшах
В это время эмир Балабан, ещё один бывший гулям Сукмана II, восстал против Мухаммеда, захватил Манцикерт и двинулся на Хлат с собранными силами. В это время Насиреддин Артук Арслан, прибыл в Хлат, не ожидая противодействия. Аль-Ашраф, мелик региона Джизре и Харрана, узнав, что Артук Арслан отправился в Хлат, сразу же напал на Мардин и с добычей остался в Дунайсире. Артук Арслан оказался между двумя угрозами: с одной стороны Балабан, с другой стороны — Мелик Ашраф. Ему пришлось спешно вернуться в Мардин. После отъезда Артука из Хлата Балабан напал на город. Сын Бектемира Мухаммед собрал людей и прогнал Балабана, которому пришлось отступить, он собрал солдат из Манцикерта, Эрджиша и других замков и снова пошел к Хлату. Также он написал старейшинам города и попытался переманить их на свою сторону, обещая привилегии. Те приняли предложение Балабана, потому что знали, что Мухаммед не может управлять страной, любит пить и развлекаться, но попросили Балабана пообещать, что он не будет штурмовать город. Затем они схватили Мухаммеда и передали его Балабану. Балабан заключил сына Бектемира в тюрьму и взял власть в свои руки. В 1206/07 году Мухаммед был убит.
Через некоторое время после свержения Мухаммеда хаким Майяфарикина, аль Адиль, сын Неджмеддина Айюба, захватил несколько крепостей эмирата и осадил Хлат. Балабан спровоцировал Айюбида на нападение, которое отбил, и тому пришлось вернуться в Майяфарикин с очень немногими солдатами, оставшимися после поражения.
Аль-Аухад Неджмеддин Айюб (внук Неджмеддина Айюба) атаковал Хлат с большой армией. Балабан пытался организовать сопротивление, но безуспешно. Тогда он нашел убежище в Хлате и попросил помощи у вали Эрзурума Тугрул-шаха. Тот пришел на помощь Балабану, и они вместе победили Аль-Аухада. В 1207/08 году, после того как Тугрул-шах и Балабан отбили захваченную Аль-Аухадом крепость Муш, Тугрул-шах предал Балабана и убил его. Он быстро отправился к Хлату, но жители не впустили его в город, потому что не одобрили убийство Балабана. Тугрул-шах вынужден был уйти ни с чем. После этого горожане отправили послание Аль-Аухаду и пригласили его в Хлат. Он принял это приглашение и отправился в Хлат. Так в 1207/08 году настал конец династии Ахлатшахов, которая управляла регионом более века.

## Географическое расположение
В средние века, ключевая ценность Хлата заключалась в его расположении на стыке четырёх разных миров. С северо-востока находились кавказские христианские государства (Грузия и Армения). На северо-западе располагалось анатолийское плато, долгое время принадлежавшее Византии, а затем в XII веке подвергшееся заселению туркменскими племенами. С южной стороны земли Хлата соседствовали с Джазирой, в XII веке постепенно перешедшей под контроль курдов Айюбидов. С юго-востока находилась Персия. Это выигрышное расположение Хлата выделяло его из прочих небольших эмиратов и делало его желанным для всех окрестных правителей.  В 1225 году вали Хлата Хусам аль-Дин Али предупреждал Айюбида Аль-Ашрафа: «если он [Джалал-ад-Дин] возьмет Хлат, он покорит весь регион». Ибн аль-Асир писал о регионе Хлата: «Этот пограничный регион всегда был одним из самых опасных для тех, кто жил рядом с ним, и для персов до ислама, и после них для мусульман от начала ислама до наших дней». Местные войны в основном велись из территориальных и финансовых причин, при этом, участники мало заботились о том, какой веры были противники или союзники. Как результат, в самом городе мирно сосуществовали представители разных народностей и разных верований. Насир Хосров (1004—1088) проезжал через Хлат и написал  в Сафар-наме (Книге путешествия), что город расположен «на границе между мусульманами и армянами» и в нём «говорят на трёх языках: по-арабски, персидски и армянски».

## Экономика и культура
Хлат был богатым и процветающим городом, его благосостояние основывалось на том, что город лежал на пересечении торговых путей между Азией, Кавказом и Европой и правитель Хлата контролировал эти пути. Через город проходили два основных маршрута: с севера на юг из Двина в Армении в Дамаск и Иерусалим, и с востока на запад из Ардебиля и Тебриза на Амид. Ответвление второго маршрута уходило на большие торговые центры — Сивас и Эрзурум. По первому маршруту на юг везли рабов, шли паломники, вторым маршрутом везли шёлк и пряности.  
В городе жило большое количество ремесленников. В нём процветали науки и искусство. На общественную жизнь большое влияние оказывала организация ахи. Правители Хлата покровительствовали деятелям наук, религии, искусств. Многие известные ученые происходили из Хлата, Малазгирда и Эрджиша.  
Многие монументальные здания в городах Сельджуков, Менгюджекидов и Салтукидов в XII веке были построены архитекторами из Хлата. При Сукмане II были перестроены дороги, ведущие в город, деревянные мосты в городе и округе заменены на каменные, возведены торговые ряды и построена новая цитадель. Стены цитадели в следующем веке выдержали осаду Иванэ Мхаргрдзели и две из трёх осад Джалал ад-Дина.  Третья осада Джалал ад-Дина и землетрясения (1246 и 1276) уничтожили большую часть города XII векa. В итоге, построенные Ахлатшахами в Хлате мечети, медресе, дворцы и караван-сараи  не сохранились до наших дней, от того периода осталось только несколько гробниц.    

## Список правителей
- Сукман I аль-Кутби (1100—1111[5]/12[65])
- Ибрахим Захирэддин (1111—1127)[31][65] сын Сукмана I
- Ахмад (1127—1128)[31] сын Сукмана I
- Сукман II Насирэддин (1128—1185[37]/83[65]) сын Ибрахима
- Бектемир Сейфеддин (1185—1193)[45]
- Бедреддин Ак-Сонкур (1193—1198)[51]
- Мухаммад аль-Мансур (1198—1207[51]/06[65]) сын Бектемира
- Балабан Иззэддин (1207—1208[52]/07[65])

### Энциклопедии
- Armenia and Iran VI. Armeno-Iranian relations in the Islamic period // Encyclopædia Iranica.
- History of Transcaucasia / Armenia // Encyclopedia Britannica.